# Nederlands Hervormde kerk (Kruisland)
De Nederlands Hervormde kerk is een kerkgebouw in Kruisland in de gemeente Steenbergen in de Nederlandse provincie Noord-Brabant. Het kerkgebouw staat aan de Markt 20 met eromheen een kerkhof. Op ongeveer 70 meter naar het noordwesten staat daar de tegenwoordige katholieke kerk Sint-Georgiuskerk met noordelijker van de kerk een begraafplaats.

## Geschiedenis
In de 15e eeuw werd er een katholieke kerk gebouwd, nadat aan het einde van de 15e eeuw heer van Breda het dorp had gesticht in de Kruislandse Polder. Deze kerk stond op de plaats van de tegenwoordige hervormde kerk.
In 1580 werd de rooms-katholieke pastoor verdreven, waarna de kerk tientallen jaren niet meer gebruikt werd. De voormalige katholieke kerk werd in 1651 als hervormde kerk weer in gebruik genomen. Toen de polder tijdens de Stormvloed van 1682 geheel onder water kwam te staan ontstond er grote schade aan de kerk. Na 1725 kon de kerk niet meer gebruikt worden omdat er tijdens een storm een deel van het dak was weggeblazen. Nadat de polder in 1747 door het Franse leger onder water was gezet raakte de kerk nog zwaarder beschadigd. In 1830 werd op de plaats van de oude bouwvallige kerk een nieuw, kleiner, kerkgebouw in gebruik genomen door de hervormden. De oude kerktoren bleef behouden. In 1944 werden kerk en kerktoren opgeblazen door zich terugtrekkende Duitse militairen. Op de plaats van de verwoeste godshuis verrees in 1947 een nieuw kerkgebouw.
Op 1 juli 1997 hief men de Hervormde Gemeente Kruisland en de Hervormde Gemeente Oud en Nieuw Gast op en ontstond de nieuwe Hervormde Gemeente Gastel & Kruisland. In 2003 werd de kerk verkocht vanwege ledenafname van de gemeente. In het gebouw werd het Ambachtsmuseum De Holle Roffel gevestigd.

## Opbouw
Het georiënteerde zaalkerkje uit 1947 bestaat uit een westtoren, een driebeukig schip met drie traveeën en een driezijdige sluiting. De kerktoren heeft twee geledingen en ingesnoerde torenspits. Het schip wordt gedekt door een zadeldak.